# Скано-ді-Монтіферро
Скано-ді-Монтіферро (італ. Scano di Montiferro, сард. Iscanu) — муніципалітет в Італії, у регіоні Сардинія,  провінція Ористано.
Скано-ді-Монтіферро розташоване на відстані близько 380 км на південний захід від Рима, 120 км на північ від Кальярі, 36 км на північ від Ористано.
Населення — 1534 особи (2014).
Щорічний фестиваль відбувається 29 червня. Покровитель — San Pietro Apostolo.

## Демографія
Населення за роками:

Станом на 1 січня 2023 року в муніципалітеті офіційно проживав 21 іноземець з 10 країн, серед них 14 громадян країн Євросоюзу.

## Сусідні муніципалітети
- Бороре
- Кульєрі
- Флуссіо
- Макомер
- Сагама
- Санту-Луссурджу
- Сеннаріоло
- Сіндія